# Saphir (S602)
Pour les articles homonymes, voir Saphir (homonymie).
Le Saphir (S602) est un sous-marin nucléaire d'attaque (SNA) de la Marine nationale française, en service de 1984 à 2019. Il est le second exemplaire des six SNA de classe Rubis de 1re génération, construits par DCN entre 1976 et 1990.

## Historique

### Construction et durée de vie
Mis en chantier le 1er septembre 1979, il est lancé le 1er septembre 1981 à  Cherbourg (Cherbourg-en-Cotentin depuis 2016), et admis au service actif le 6 juillet 1984. Il est affecté à l'escadrille des sous-marins nucléaires d'attaque (ESNA) et est basé à Toulon. Sa ville marraine est Épinal.
Malgré une durée de vie initialement prévue de 25 ans, le Saphir, qui devait être désarmé à Cherbourg en 2017 pour être remplacé par le Duguay-Trouin, second SNA de la classe Suffren (mis sur cale en 2009), reste en service jusqu'à fin juillet 2019,.

### Activités
Il lance les premiers missiles antinavires Exocet SM39 qui deviennent opérationnels en 1985.
Le Saphir a coulé l'escorteur d'escadre d'Estrées (D619), désarmé et devenu la cible d'exercice Q642, le 12 septembre 2001 au large de Toulon, à l'aide d'une torpille DTCN F17 mod2.
Au cours d'un entrainement conjoint avec l'US Navy au large de la Floride début 2015, le Saphir a virtuellement coulé le porte-avions américain USS Theodore Roosevelt et son escorte de destroyers (des Ticonderoga, Arleigh Burke ainsi qu’un sous-marin nucléaire d'attaque de classe Los Angeles) : « […] le Saphir s’est glissé discrètement au cœur de l’écran formé par les frégates américaines protégeant le porte-avions, tout en évitant la contre-détection des moyens aériens omniprésents. Au matin du dernier jour, l’ordre de feu était enfin donné, permettant au Saphir de couler fictivement le Theodore Roosevelt et la majeure partie de son escorte. » L'information, d'abord publiée sur le site officiel du ministère français de la Défense, a été rapidement supprimée,,.

### Désarmement
Le Saphir est retiré du service actif à la fin du mois de juillet 2019. En 2021, sa partie avant est découpée pour remplacer la section homologue de la Perle, incendiée en 2020. Inversement, la coque du Saphir est reconstituée en lui soudant l'avant endommagé de la Perle, pour permettre sa remise à l'eau, et le reconduire à quai dans la zone de démantèlement.

## Caractéristiques
Le Saphir est équipé de deux centrales inertielles de navigation SIGMA 40 XP créées par Sagem pour les sous-marins de type SNA.

## Décoration
Le Saphir et son équipage ont été décorés, le 5 juin 2012, de la croix de la Valeur militaire avec palme de bronze, en récompense des actions menées au cours de la première guerre civile libyenne,.

Le SNA Saphir devant Toulon
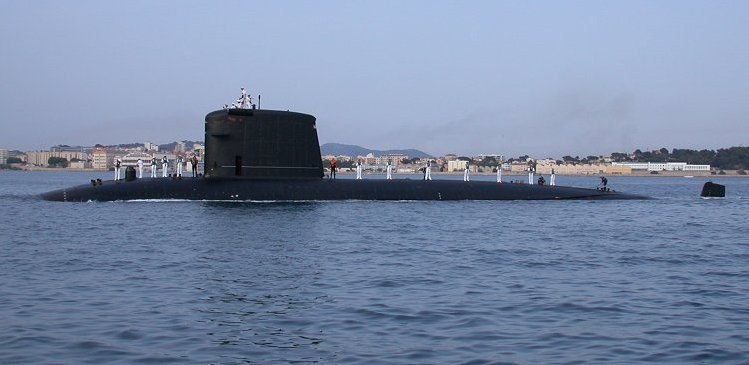
Juillet 2002
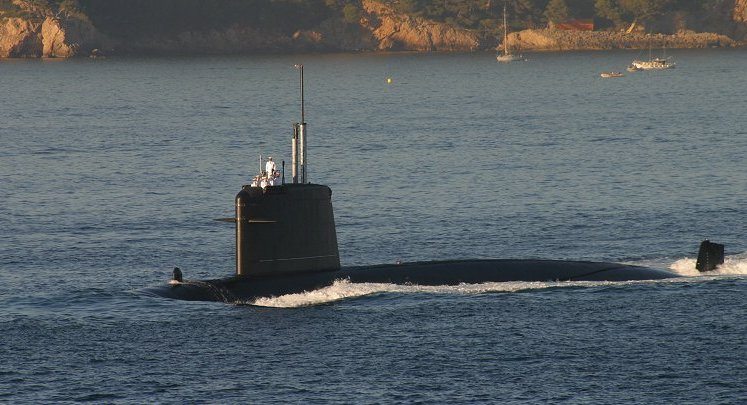
Août 2004
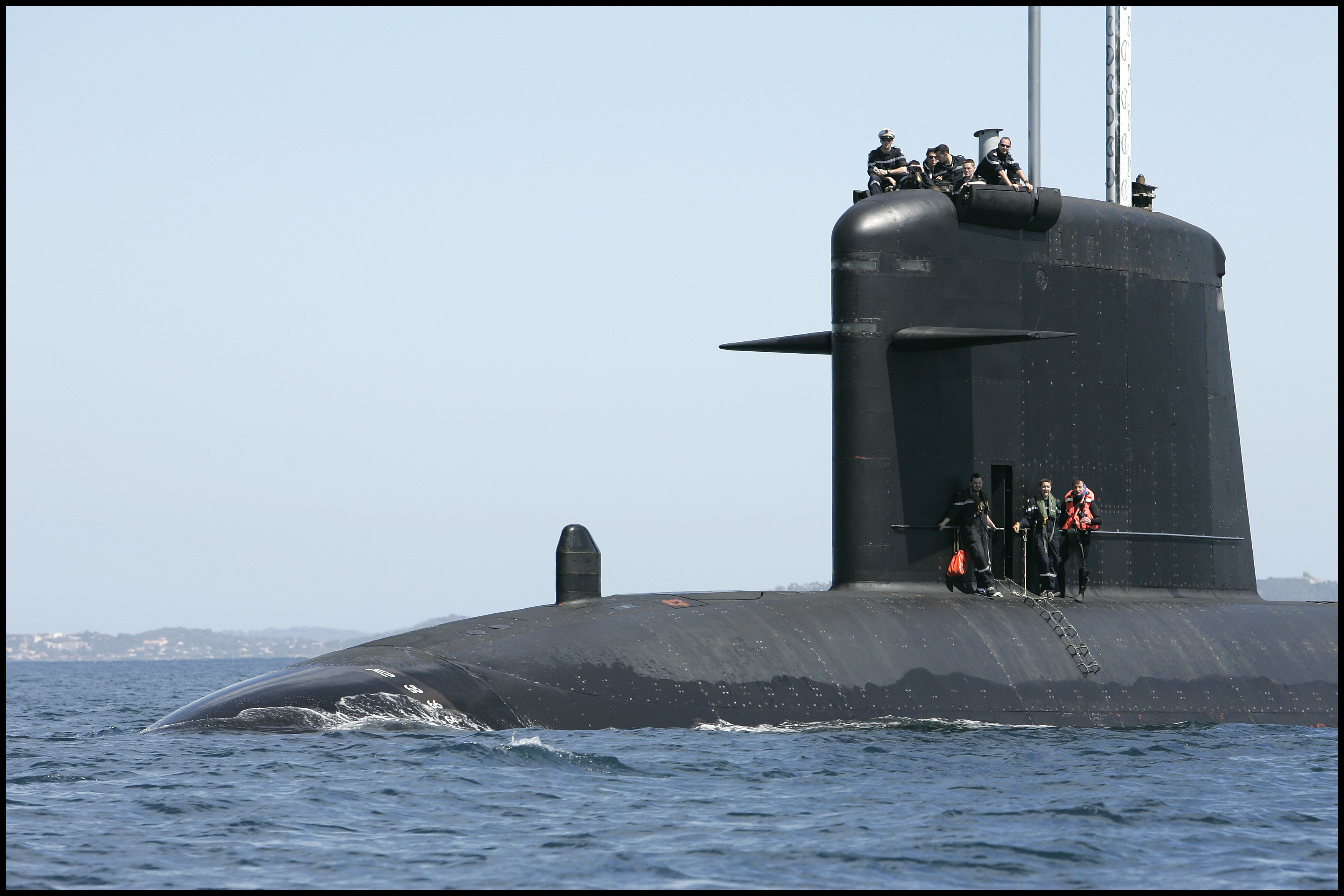
Juin 2005